# Suszka (województwo lubelskie)
Suszka – wieś w Polsce położona w województwie lubelskim, w powiecie biłgorajskim, w gminie Biszcza.
W latach 1975–1998 miejscowość administracyjnie należała do województwa zamojskiego.
Wieś wchodzi w skład sołectwa Budziarze - Suszka w gminie Biszcza.
W wieku XIX osada, nazywana także Suszki.
Wierni Kościoła rzymskokatolickiego należą do parafii Nawiedzenia Najświętszej Maryi Panny w Starym Bidaczowie.